# Heng Samrin

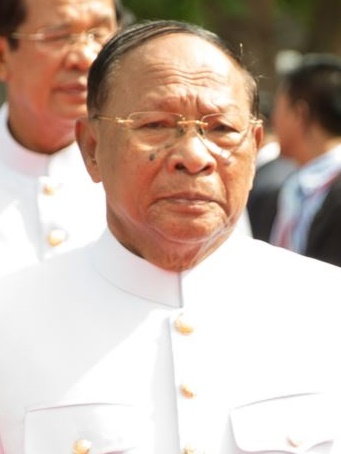
Samdech Heng Samrin in seiner Uniform als Präsident der Nationalversammlung (2018)

Samdech Heng Samrin (Khmer សម្ដេច ហេង សំរិន; * 25. Mai 1934 in Kak, Prey Veng) ist ein kambodschanischer Politiker. Er war nach dem vietnamesischen Einmarsch in Kambodscha und dem Sturz der Roten Khmer Anfang 1979 Vorsitzender des regierenden Volksrevolutionsrats bzw. von 1981 bis 1992 Vorsitzender des Staatsrats und damit Staatsoberhaupt der Volksrepublik Kampuchea sowie von 1981 bis 1991 Generalsekretär (Parteichef) der Revolutionären Volkspartei Kampucheas. Seit 1993 ist er Mitglied, von 2006 bis 2023 war er Präsident der kambodschanischen Nationalversammlung.

## Leben und Karriere
Heng wurde als Sohn armer Bauern geboren – nach unterschiedlichen Darstellungen entweder in der Provinz Prey Veng oder in der Provinz Kampong Cham. Bereits als Schüler beteiligte er sich am Widerstand gegen die französische Kolonialherrschaft und gehörte anschließend zu den kommunistischen Kämpfern, die auch nach der Unabhängigkeit 1953 die königliche Regierung von Norodom Sihanouk nicht anerkannten und ihre Waffen nicht abgaben. Er ging 1954 ins Exil nach Nordvietnam, wo er ideologisch geschult wurde. Zwei Jahre später kehrte er nach Kambodscha zurück und wurde Funktionär der Partei Pracheachon (der legalen Tarnorganisation der Kommunistischen Partei Kampucheas).
In den 1960er- und 70er-Jahren kämpfte er in der kommunistischen Guerilla der „Roten Khmer“ und wurde Bataillonskommandeur in der sogenannten östlichen Zone, an der Grenze zu Vietnam. Er reiste wiederholt nach Hanoi und wurde zur Gruppe der Khmer Hanoi gezählt, die unter dem Einfluss Nordvietnams standen. Nach der Machtergreifung der Roten Khmer war Heng von 1976 bis 1978 politischer Berater der 4. Division im Osten des Demokratischen Kampuchea. Während innerparteilicher Konflikte stellte Pol Pot sämtliche Kader an der östlichen Grenze unter den Generalverdacht, sich mit Vietnam verbündet zu haben, und ließ zehntausende Kämpfer der Roten Khmer hinrichten. Zusammen mit anderen Kommandeuren der östlichen Zone beteiligte sich Heng Samrin im Mai 1978 an der Revolte So Phims gegen Pol Pot, die jedoch scheiterte. Während So Phim Suizid beging, gelang Heng Samrin und Chea Sim die Flucht nach Vietnam.
Zusammen mit anderen kambodschanischen Dissidenten gründete er im vietnamesischen Exil die Nationale Einheitsfront für die Rettung Kampucheas (FUNSK). Im Dezember 1978 marschierten vietnamesische und Hengs exilkambodschanische Truppen in Kambodscha ein und befreiten binnen zwei Wochen den Großteil des Landes von der Herrschaft der Roten Khmer, unter anderem auch die menschenleere Hauptstadt Phnom Penh. Im Januar 1979 installierten die Vietnamesen Heng als Vorsitzenden des Volksrevolutionsrates der neuen Volksrepublik Kampuchea, die in den folgenden Jahren die faktische Kontrolle über weite Teile Kambodschas ausübte, aber nur von den Staaten des Ostblocks und nicht von den Vereinten Nationen anerkannt wurde. 
Nach Erlass der Verfassung von 1981 war er Vorsitzender des Staatsrats und damit Staatsoberhaupt der Volksrepublik Kampuchea. Wenngleich seine politische Bedeutung ab 1985 unter Regierungschef Hun Sen stark zurückging, behielt er diesen Posten auch nach der Umbenennung der Volksrepublik in den „Staat Kambodscha“ bis April 1992. Parallel dazu war Heng Samrin ab 1981 Generalsekretär, also Parteichef, der herrschenden Revolutionären Volkspartei Kampucheas (PRPK). Er blieb in der Partei jedoch ohne persönliche Machtbasis und wurde 1991 von Chea Sim abgelöst, als sich die PRPK in Kambodschanische Volkspartei (CPP) umbenannte.

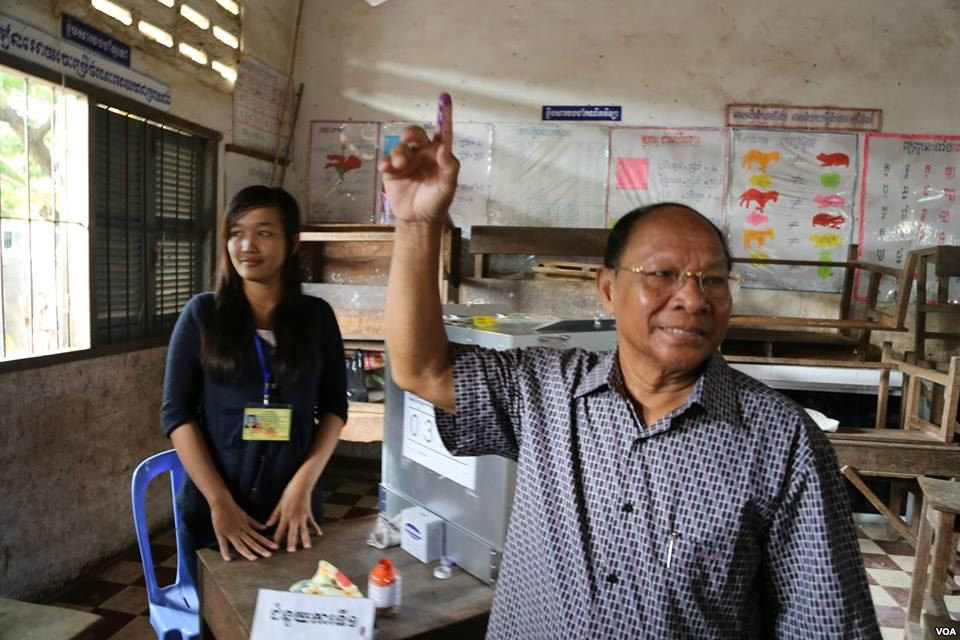
Heng Samrin bei der Stimmabgabe zur Parlamentswahl 2013

Nach dem staatlichen Wandel unter UN-Aufsicht und der Wiedererrichtung der Monarchie in Kambodscha wurde Heng 1993 als Vertreter der CPP in die kambodschanische Nationalversammlung gewählt. Er wurde 1998 Vizepräsident des Parlaments und folgte im Mai 2006 Prinz Norodom Ranariddh auf dessen Posten als Präsident der Nationalversammlung.
Im Juli 2009 erhielt Heng die Ehrendoktorwürde der Jeonju University in Südkorea.